# アウァリクム包囲戦
アウァリクム包囲戦（アウァリクムほういせん、フランス語：Siège d'Avaricum）は、紀元前52年に行われたガリア総督ガイウス・ユリウス・カエサル率いる共和政ローマ軍がビドゥリゲス族（en）のオッピドゥムであったアウァリクム（現：ブールジュ）を攻撃した戦闘である。また、アルウェルニ族のウェルキンゲトリクスがカエサルと初めて交戦した戦闘として知られる。

## 経過

### 開戦まで
紀元前52年、カルヌテス族がケナブム（現：オルレアン）を攻撃して町にいたローマ市民を多数殺戮したという知らせが全ガリアに広がった。また、イタリア本国でもマルクス・カトやルキウス・ドミティウスらオプティマテス（元老院派）がカエサル派を転覆させるべく活動していたこともガリアまで伝わっており、これらの機会を得てウェルキンゲトリクスは反ローマのガリア人勢力を糾合し、カエサル率いるローマ軍に対し武装蜂起した。
ウェルキンゲトリクスらが蜂起したという情報をイタリア本国で受けたカエサルはローマ軍を率いてガリアへ向かい、ウェッラウノドゥヌム（en）、ケナブム、ノウィオドゥヌム（現：ヌヴェール）で勝利を重ねた。更にローマ軍は食糧や物資の補給を寸断する目的で進出したガリア連合軍に対するため、紀元前52年の冬にアウァリクムに到着した、
3度の敗北を受けて、ガリア連合軍の総大将であるウェルキンゲトリクスは作戦の変更を固め、ローマに対して反旗を翻した部族の会議を召集し、ウェルキンゲトリクスはローマ軍との戦闘を避けて、物資の供給を寸断して持久戦に持ち込む方針を発表した。
ウェルキンゲトリクスの方針決定を受けて、ガリア軍側はローマの物資徴発部隊の行動範囲内にある全ての町を破壊し、焦土戦術により焼き払った。
しかし、ビトゥリゲス族は天然の要害であるアウァリクムをローマ軍が攻略するのは不可能であると主張し、ウェルキンゲトリクスもアウァリクムを焦土戦術の対象外とすることで了承した。なお、カエサルもアウァリクムはビドゥリゲス族の領土で最も大きく堅牢な守備を持ち、地味豊かな町であったとガリア戦記に記している。

### 包囲戦
カエサルはアウァリクムの城門へと姿を現したが、ウェルキンゲトリクスは軍を約15マイル町の外へ動かしていた、そのためカエサルは戦うことも、食糧を徴発に行くことも出来なくなった。
カエサルは同盟者であったハエドゥイ族とボイイ族へ食糧を送るよう要求したが、ハエドゥイ族はウェルキンゲトリクスによる反乱へ合流する構えであり、一方のボイイ族は余分な食糧を持たなかったため、カエサルの要求を満足させることは出来なかった。
ガリアでの食糧調達に支障を来たす中で、ローマ軍の食糧事情は深刻な窮乏状態に陥った。カエサルは陣営を回り、兵士たちに対して、食糧が余りにも無いのならば包囲を解いて撤退すると言った。しかし、ローマ軍の兵士は、ガリア人によって殺害されたローマ人たちの復讐を果たすまでは不名誉に包囲戦を終われないとカエサルに抗議した。この回答に満足したカエサルはアウァリクム攻略に効果的と考えられる攻囲装置の考案・設計を始めた。カエサルが包囲陣の建設を継続させていた時、ウェルキンゲトリクスは自軍の騎兵部隊を率いて食糧を集めているローマ軍を要撃するために、軍営地を動かした。

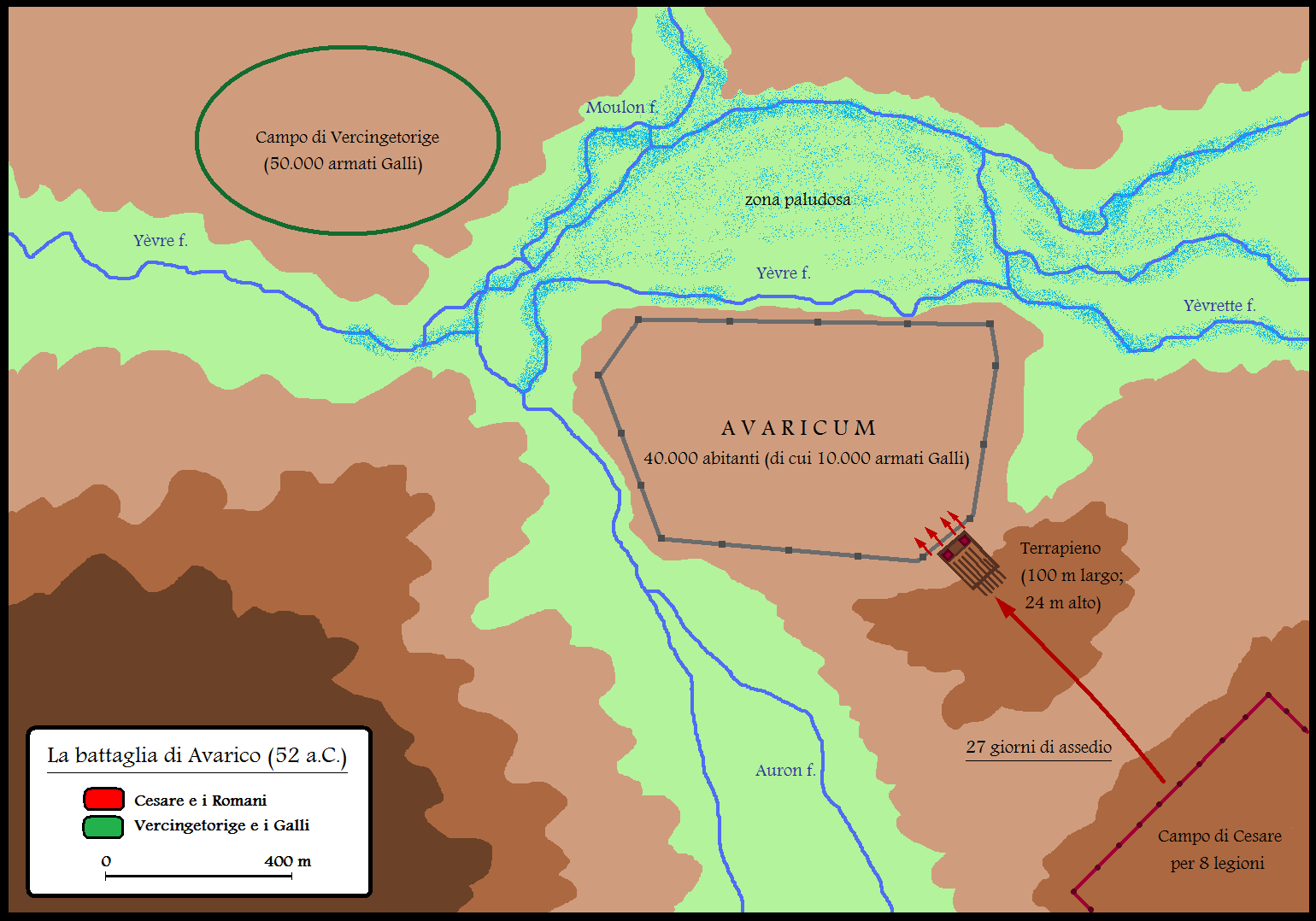
アウァリクム包囲戦・布陣図

この動きを察知したカエサルは、ウェルキンゲトリクス率いるガリア軍の主たる陣営地を威嚇するために、真夜中の内に軍を進めた。手薄になったガリア軍の陣営地を救援するためにウェルキンゲトリクスは軍を再び主陣営地へ引かせたのを受けて、目的が達せられたとしてカエサルは退いた。
その間にもアウァリクム住民やガリア連合軍による襲撃やローマ軍の軍営地への攻撃をやり過ごして、ローマ軍の攻城装置は建設から25日間を費やして完成した。直ちにローマ軍は攻城塔を前進させたが、大変な嵐が巻き起こった。この幸運な嵐が攻城作戦に有利な状況をもたらすとカエサルは考えた。
天候の悪化によりガリア兵士の注意力が散漫になっていたことを見て取ったカエサルは、それを利用して攻城塔を駆使しつつローマ軍兵士を動かして、アウァリクムへ猛攻を仕掛けた。
攻撃によりアウァリクムの城壁はローマ軍に占領されたため、アウァリクムの住民は市内の広場へと撤退し、最後まで戦うことを決めて、楔形陣形を組んだ。
しかし、ローマ軍団の兵士はガリア軍を見て、ローマ軍が占領し、安全な場所であった城壁から離れずに、住民を包囲する体制を取った。ガリア軍の守備隊をパニックが襲い、彼ら全員が逃げ道があると思ったところへと殺到した。ローマ軍は、25日間に及ぶ食糧難と大きなフラストレーションによって、アウァリクムの城内にいた4万名のガリア人を見境なく襲い掛かり、アウァリクム住民の内で僅か800名だけが逃れたに過ぎなかった。
アウァリクムを占領したローマ軍は6月の初めまで城内で軍団兵の食糧を満たして休息した後に、カエサルはアルウェルニ族の主邑であるゲルゴウィアへと向かった（ゲルゴウィアの戦い）。